# Лиса в курятнике
Лиса в курятнике (ивр. השועל בלול התרנגולות‎) — израильский фильм 1978 года, снятый Эфраимом Кишоном по одноимённой сатирической книге Кишона. В фильме снялись многие выдающиеся израильские актёры того времени, среди которых наиболее известны Шайке Офир и Сефи Ривлин. Фильм представляет собой сатирический взгляд на старое поколение израильских политиков. Фильм стал последним фильмом Кишона и считался провальным.

## Сюжет
Амитц Дольникер, стареющий член израильского парламента, известный своей болтливостью и неутомимыми лекциями, получил совет сделать перерыв в политике после того, как он потерял сознание во время речи. Потеряв сознание, он отправляется в путешествие мечты, чтобы провести несколько недель в далёкой, отсталой израильской деревне, которая почти не имеет контактов с цивилизацией. Поначалу его отталкивает сельская и беззаботная жизнь фермеров (и особенно тот факт, что они никогда о нём не слышали), но затем он решает навести «порядок» в невинном обществе. Поскольку никто из жителей деревни не соглашается стать главой деревни (они не хотят проблем), Дольникер нанимает местную лошадь и повозку и отдает её в распоряжение деревенского парикмахера, объявляя его главой деревни «де-факто». Сначала парикмахер возражает, но по мере того, как он привыкает к преимуществам, которые даёт эта должность, его власть крепнет. Это приводит к соперничеству с другими жителями деревни (особенно сапожником), которые считают себя в равной степени достойными стать главой деревни (разумеется, с бесплатной лошадью и повозкой), чего и ожидал Дольникер. Он предлагает провести выборы для определения лидера. Однако результат не имеет ничего общего с привычным ему упорядоченным политическим процессом, и Дольникер оказывается втянутым в глупую борьбу за власть, налоги на трёхдверные шкафы, коррупцию, мелкую бюрократию и разрушение простого образа жизни, который когда-то был в деревне. Дольникер приходит в себя, слегка довольный собой.

## В ролях
- Шайке Офир — Амитц Дольникер
- Сефи Ривлин — секретарь Дольникера Зеэв
- Захарира Харифаи[англ.] — жена Дольникера Геула
- Яаков Бодо[англ.] — парикмахер Заламан Хасидов
- Моско Алкалай[англ.] — сапожник Цемах Гуревич
- Ница Саул[англ.] — мисс Гуревич